# بن روبنسون
بن روبنسون (بالإنجليزية: Benn Robinson)‏ هو لاعب اتحاد الرغبي أسترالي، ولد في 19 يوليو 1984 في سيدني في أستراليا.

## وصلات خارجية
- بن روبنسون عل موقع إسبنسكروم (الإنجليزية)
- بن روبنسون على موقع ItsRugby.co.uk (الإنجليزية)